# Vaga a la japonesa
La vaga a la japonesa és una llegenda urbana estesa per Espanya, segons la qual en el món indiustrial japonès existeix una mena de vaga que consisteix a treballar més del compte com a mesura de pressió per provocar un col·lapse de la producció. Això faria que la producció augmentés i, per tant, els preus dels productes caurien per la llei de l'oferta i la demanda; aquesta reducció dels preus serviria per a exercir pressió davant l'organització contra la qual s'estaria protestant.
A Espanya, lloc d'origen del mite, en ocasions s'ha publicitat per part de les patronals per mor de dissuadir de l'exercici del dret a vaga real. No obstant això, la veritable vaga a la japonesa seria treballar sense parar atenció al que hom fa; per tant, es perjudica l'empresa perquè la taxa de productes defectuosos augmenta considerablement.